# Howson Range
Howson Range är ett berg i Kanada.   Det ligger i provinsen British Columbia, i den sydvästra delen av landet, 3 800 km väster om huvudstaden Ottawa. Toppen på Howson Range är 2 759 meter över havet.
Terrängen runt Howson Range är huvudsakligen bergig, men den allra närmaste omgivningen är kuperad. Howson Range är den högsta punkten i trakten. Trakten runt Howson Range är nära nog obefolkad, med mindre än två invånare per kvadratkilometer.. Det finns inga samhällen i närheten.
I omgivningarna runt Howson Range växer i huvudsak barrskog.